# Markus Commercon
Markus Commercon (* 13. November 1963 in Neunkirchen (Saar); † 29. März 1996) war ein deutscher Bäcker und AIDS-Aktivist.

## Leben
Commercon wuchs im Saarland auf und machte nach seiner Schulzeit eine Ausbildung zum Bäcker und schließlich zum Bäckermeister. Zusammen mit seinem Lebensgefährten Wolfgang eröffnete er in Leutkirch eine eigene Bäckerei. Commercon infizierte sich bei seinem Partner mit dem HI-Virus, das dieser unwissentlich in sich trug. Commercons Lebensgefährte starb 1991 an AIDS, das Geschäft wurde daraufhin verkauft. Markus Commercon veröffentlichte im Folgenden mehrere Bücher über seine Erfahrungen und konfrontierte, unterstützt durch zahlreiche TV-Auftritte in Talkshows, die Öffentlichkeit mit der bis dahin noch stark tabuisierten Krankheit. Neben seiner aufklärerischen Arbeit prangerte Commercon die unzureichende soziale Versorgung HIV-Infizierter und Aidskranker an. Für seinen Einsatz im Kampf gegen die Immunschwäche wurde er am 24. August 1994 als bis dahin jüngster Träger mit der Verdienstmedaille des Bundesverdienstkreuzes ausgezeichnet.
Markus Commercon starb mit 32 Jahren infolge seiner AIDS-Erkrankung.

## Veröffentlichungen
- Mut zum Träumen, Kraft zum Kämpfen. Leben mit Aids, 1995
- Mein Gott Aids, 1995
- AIDS. Mein Weg ins Leben, 1994
- Für mich soll’s rote Rosen regnen, TV-Dokumentation mit Michael Steinbrecher, 1994